# Campeonato Brasileiro de Futebol de 2012 - Série C
A Série C do Campeonato Brasileiro de Futebol de 2012 foi uma competição de futebol realizada no Brasil, equivalente à terceira divisão. Contando como a 22.ª edição da história, foi disputada por 20 clubes, onde os quatro mais bem colocados ascenderam à Série B de 2013 e os dois últimos colocados de cada grupo na primeira fase foram rebaixados à Série D de 2013.
Originalmente, o campeonato teria início a 26 de maio e previsão de término a 4 de novembro, mas a três dias da estreia o Superior Tribunal de Justiça Desportiva (STJD) decidiu suspender a competição até que questões judiciais envolvendo a participação de certos clubes na competição fosse resolvida. A Confederação Brasileira de Futebol (CBF) chegou a cogitar o cancelamento das Séries C e D em 2012 e o adiamento da competição para 2013. Após 32 dias do originalmente programado, a CBF confirmou o início da competição para 30 de junho, sem a presença dos clubes que reivindicavam participar da Série C.
Em reunião realizada a 29 de junho, a CBF decidiu incluir o Treze no grupo A após nova intervenção judicial por parte do clube paraibano, aumentando o número de participantes para 21, mas após nova liminar na justiça paraibana o Rio Branco foi excluído, retomando a competição com 20 clubes.

## Formato e regulamento
Ao contrário dos anos anteriores, em 2012 os clubes participantes foram divididos em apenas dois grupos de 10, ao invés das quatro chaves de cinco clubes como era o sistema adotado até 2011. Assim, todas as equipes estiveram envolvidas no torneio até o final do ano. A alteração permitiu a todos os clubes da competição disputar, pelo menos, 18 partidas no torneio. As duas equipes piores colocadas em cada grupo caíram para a Série D de 2013. Os quatro melhores de cada fase avançaram para a fase eliminatória, nas etapas de quartas-de-final, semifinal e final. Os semifinalistas conquistaram o acesso para disputar o Série B de 2013.

### Critérios de desempate
Caso ocorresse empate de pontos entre dois clubes, os critérios de desempate seriam aplicados na seguinte ordem:
1. Número de vitórias
2. Saldo de gols
3. Gols marcados
4. Confronto direto
5. Número de cartões vermelhos
6. Número de cartões amarelos
7. Sorteio

## Transmissão
Pela primeira vez desde o formato com 20 clubes, a Rede Globo adquiriu os direitos de transmissão da Série C. A TV Diário, emissora do Sistema Verdes Mares, afiliada a TV Verdes Mares e emissora paralela da Rede Globo, também adquiriu a transmissão somente das partidas dos clubes cearenses, Icasa e Fortaleza, a partir das quartas-de-final.
Em 2012 a competição teve a participação de clubes de massa como Fortaleza, Paysandu e Santa Cruz. Os jogos foram transmitidos pelo SporTV, canal de esportes por assinatura da Globosat.

## Participantes
| Clube           | Cidade             | Estado | Em 2011       | Estádio              | Capacidade | Títulos        |
| --------------- | ------------------ | ------ | ------------- | -------------------- | ---------- | -------------- |
| Águia de Marabá | Marabá             | PA     | 10º           | Zinho de Oliveira    | 5 000      | 0 (não possui) |
| Brasiliense     | Taguatinga         | DF     | 7º            | Boca do Jacaré       | 27 000     | 1 (2002)       |
| Caxias          | Caxias do Sul      | RS     | 15º           | Centenário           | 30 822     | 0 (não possui) |
| Chapecoense     | Chapecó            | SC     | 5º            | Arena Condá          | 15 000     | 0 (não possui) |
| Cuiabá          | Cuiabá             | MT     | 3º (Série D)  | Dutrinha[a]          | 3 500      | 0 (não possui) |
| Duque de Caxias | Duque de Caxias    | RJ     | 20º (Série B) | Marrentão            | 4 000      | 0 (não possui) |
| Fortaleza       | Fortaleza          | CE     | 13º           | Presidente Vargas[b] | 20 268     | 0 (não possui) |
| Guarany         | Sobral             | CE     | 12º           | Junco                | 10 000     | 0 (não possui) |
| Icasa           | Juazeiro do Norte  | CE     | 17º (Série B) | Romeirão             | 16 000     | 0 (não possui) |
| Luverdense      | Lucas do Rio Verde | MT     | 8º            | Passo das Emas       | 4 000      | 0 (não possui) |
| Macaé           | Macaé              | RJ     | 14º           | Cláudio Moacyr       | 15 000     | 0 (não possui) |
| Madureira       | Rio de Janeiro     | RJ     | 11º           | Aniceto Moscoso      | 5 062      | 0 (não possui) |
| Oeste           | Itápolis           | SP     | 4º (Série D)  | Amaros               | 13 044     | 0 (não possui) |
| Paysandu        | Belém              | PA     | 6º            | Curuzu               | 16 200     | 0 (não possui) |
| Salgueiro       | Salgueiro          | PE     | 19º (Série B) | Cornélio de Barros   | 10 030     | 0 (não possui) |
| Santa Cruz      | Recife             | PE     | 2º (Série D)  | Arruda               | 60 044     | 0 (não possui) |
| Santo André[d]  | Santo André        | SP     | 16º           | Bruno José Daniel    | 8 000      | 0 (não possui) |
| Treze[c]        | Campina Grande     | PB     | 5º (Série D)  | Amigão               | 25 770     | 0 (não possui) |
| Tupi            | Juiz de Fora       | MG     | 1º (Série D)  | Mário Helênio        | 14 185     | 0 (não possui) |
| Vila Nova       | Goiânia            | GO     | 18º (Série B) | Serra Dourada        | 41 574     | 1 (1996)       |

- a. ^  O Estádio Verdão foi demolido para a construção da Arena Pantanal visando a Copa do Mundo FIFA 2014. O Cuiabá mandou seus jogos no Estádio Dutrinha.
- b. ^  O Estádio Castelão passava por reformas visando a Copa do Mundo FIFA 2014. O Fortaleza mandou seus jogos no Estádio Presidente Vargas.
- c. ^  O Treze conseguiu a vaga do Rio Branco-AC na justiça. Outro clube que também questionava a vaga, o Araguaína desistiu da ação judicial.[5][10]
- d. ^  O Brasil de Pelotas postulava a vaga do Santo André na justiça, mas perdeu a ação no TJ-RS e disputou a Série D.

## Controvérsias

### Brasil de Pelotas
Durante a disputa da Série C do ano anterior, o Brasil de Pelotas perdeu seis pontos no Superior Tribunal de Justiça Desportiva (STJD) por escalação irregular de jogador. Ao final da primeira fase o clube terminou com apenas dois pontos no grupo D e acabou rebaixado à Série D, salvando o Santo André do descenso. A partir daí, o clube gaúcho tentou de todas as formas reverter a perda de pontos na justiça desportiva, até que acabou com as instâncias. Caso a punição fosse revista o Brasil de Pelotas terminaria com 8 pontos, ficando a frente do Santo André no saldo de gols (–4 contra –5).
Em abril de 2012, o Brasil de Pelotas entrou na Justiça Comum para tentar a inclusão na Série C. Em 17 de maio o clube conseguiu uma liminar através do Tribunal de Justiça do Rio Grande do Sul (TJ-RS) não só o favorecendo, mas prejudicando o Santo André que, segundo o desembargador, teria se beneficiado da punição original e deveria ser substituído na Série C pelo Brasil de Pelotas. No dia seguinte a CBF confirmou a inclusão do Brasil de Pelotas na Série C do Campeonato Brasileiro e o Santo André na Série D.
Após reunião entre representantes da CBF, da Federação Gaúcha de Futebol e do Brasil de Pelotas em 21 de abril, ficou definido que o time de Pelotas disputaria a Série D e o Santo André a C, desde que o clube gaúcho fosse ressarcido financeiramente devido a briga judicial, ou ainda com a vaga na competição em 2013 ou 2014. Apesar disso o clube afirmou em nota que considera o acordo "inviável" e mantém esperanças de disputar a Série C já em 2012. Em meados de maio o Santo André, com apoio da CBF, conseguiu cassar na Justiça Comum a liminar que garantia o Brasil na Série C.
Como consequência, a Confederação Sul-Americana de Futebol (CONMEBOL) notificou a CBF em resolução de 23 de maio que estuda as "medidas legais cabíveis" contra ação do clube de recorrer a justiça comum, indo em desacordo com as normas da entidade e da Federação Internacional de Futebol (FIFA).
Em 20 de junho o STJD liberou o imediato início da Série D para o dia 23, onde o Brasil de Pelotas aparece integrando o grupo A8.

### Treze
Em 18 de maio de 2012, a juíza da 1° Vara Cível de Campina Grande, concedeu uma liminar para que o Treze dispute a competição. Quinto colocado na Série D de 2011, o clube paraibano pretende entrar no lugar do Rio Branco, que, segundo o clube paraibano, não deveria disputar a competição. No dia 31 de maio, a CBF entrou com recurso no Tribunal de Justiça da Paraíba por entender que a vaga do Rio Branco é legítima, mas o pleito foi indeferido pelo desembargador, prevalecendo a decisão da juíza da 1° Vara Cível de Campina Grande que garante o Treze na Série C.
No entendimento da CBF, através do advogado que representa a entidade, o Treze não teria legimidade para postular a vaga. Mesmo com a possível desclassificação do Rio Branco, como sugere o Treze, apenas quatro clubes poderiam subir da Série D e vaga deveria ser requerida por um dos clubes rebaixados da Série C de 2011, com prioridade ao Araguaína que compunha o grupo do Rio Branco.
Durante a Série C de 2011, o Rio Branco e o Governo do Estado do Acre acionaram a Justiça Comum contra uma decisão da Procuradoria da Defesa do Consumidor do Acre que interditou a Arena da Floresta para a presença de público, o que acarretou na exclusão do Rio Branco da competição. O clube era o líder do Grupo A e já estava classificado para a segunda fase da competição. Porém, com um pedido de efeito suspensivo, o clube acreano conseguiu continuar no torneio até que o caso fosse julgado pelo Pleno do STJD. Este julgamento aconteceu em 13 de outubro, quando o Rio Branco encerrou a sua participação no primeiro turno do quadrangular da Série C e se preparava para o segundo turno. Por 5 votos a 1, a decisão de exclusão da equipe foi decretada e, mesmo com 3 jogos ainda por fazer, o Rio Branco foi retirado da competição. Entretanto, graças a uma ação da Procuradoria Geral do Estado do Acre protocolada no TJ-AC, em 17 de outubro de 2011 a CBF anunciou a volta do Rio Branco à Série C. A CBF recorreu e, quatro dias depois, o TJ-RJ decidiu por suspender o Grupo E até que o caso fosse julgado. Porém, em 26 de outubro de 2011, o Rio Branco desistiu da ação na justiça que revogava a decisão do STJD e aceitou a eliminação do torneio. Um dia depois, a CBF anunciou que o Luverdense, terceiro colocado do Grupo A, substituiria o Rio Branco na segunda fase e faria os 6 jogos determinados. Posteriormente, Rio Branco, CBF e STJD firmaram um acordo extrajudicial onde encerraram o caso. No acordo, confirma-se a exclusão do Rio Branco da Série C 2011, feita pelo Pleno do STJD, confirma-se a participação do clube na Série C 2012 e o caso se encerra, não sendo levado para a FIFA, com o Rio Branco ficando imune a possíveis punições.
Após a liminar que beneficiou o Treze, em 29 de maio de 2012 o juiz da 1ª Vara da Fazenda Pública da Comarca de Rio Branco expediu um liminar garantindo a participação do Rio Branco na Série C. Diante das decisões antagônicas e expedidas por tribunais distintos, a decisão final deve ficar a cargo do STJ.
Do mesmo modo que notificou o Brasil de Pelotas, o Treze também foi citado na resolução da CONMEBOL de 23 de maio, sendo passível de punição por parte da entidade sul-americana. O STJD notificou a FIFA sobre a ação dos clubes na justiça comum, o que é condenado pela entidade.
No dia 11 de junho, o Superior Tribunal de Justiça, através do ministro Marco Buzzi, deferiu em caráter liminar o conflito de competência entre os TJ-AC, TJ-PB e TJ-TO, decretando que o TJ-PB, por ter sido o primeiro a emitir uma ação, era o tribunal competente para resolver a situação. Os méritos da questão, no entanto, ainda serão julgados.
Após a CBF confimar o início da Série C para 30 de junho sem a inclusão do clube, a diretoria do clube conseguiu outra liminar da justiça que autorizava intervenção policial para impedir o início da competição caso não houvesse a inclusão imediata do clube na competição. A CBF havia decidido manter o Rio Branco na competição e pagar a multa máxima para o TJ-PB, por não incluir o Treze na Série C, mas em 29 de junho se viu obrigada a incluir o clube paraibano no grupo A, sem excluir o Rio Branco. Em 6 de julho a CBF excluiu o Rio Branco após nova decisão do TJ-PB, que exigia a entrada do Treze no lugar do clube acriano.

### Araguaína
Último colocado no grupo A durante a Série C de 2011, mesmo grupo do Rio Branco, o Araguaína acabou rebaixado para a Série D como previa o regulamento com apenas um ponto conquistado em oito partidas. Após a exclusão do Rio Branco da competição, o clube tocantinense reclamava que o clube acreano deveria ser o rebaixado do Grupo A em seu lugar, o que não aconteceu.
Após algumas tentativas de retornar à Série C no início de 2012, o Araguaína decidiu entrar com ação na Vara da Fazenda Pública do Tocantins para disputar a competição, encorajado pelos pleitos do Brasil de Pelotas e do Treze. Em 30 de maio o clube conseguiu a liminar que anula o acordo entre CBF, STJD e Rio Branco e determinando a inclusão imediata na Série C. Porém em reunião no STJD a 18 de junho, o clube decidiu retirar a ação na justiça por temer punições e acabou aceitando o rebaixamento, o que o confirma na Série D 2012.

## Primeira fase

### Grupo A
| Pos | Times             | Pts | J  | V  | E | D  | GP | GC | SG  | Classificação ou rebaixamento |
| --- | ----------------- | --- | -- | -- | - | -- | -- | -- | --- | ----------------------------- |
| 1   | Fortaleza         | 39  | 18 | 11 | 6 | 1  | 28 | 11 | +17 | Promovidos à próxima fase     |
| 2   | Luverdense        | 34  | 18 | 10 | 4 | 4  | 32 | 26 | +6  | Promovidos à próxima fase     |
| 3   | Icasa             | 24  | 18 | 7  | 3 | 8  | 18 | 19 | –1  | Promovidos à próxima fase     |
| 4   | Paysandu          | 24  | 18 | 5  | 9 | 4  | 26 | 19 | +7  | Promovidos à próxima fase     |
| 5   | Treze             | 22  | 18 | 7  | 1 | 10 | 24 | 33 | –9  |                               |
| 6   | Santa Cruz        | 22  | 18 | 5  | 7 | 6  | 26 | 22 | +4  |                               |
| 7   | Águia de Marabá   | 22  | 18 | 5  | 7 | 6  | 22 | 32 | –10 |                               |
| 8   | Cuiabá            | 20  | 18 | 4  | 8 | 6  | 20 | 21 | –1  |                               |
| 9   | Salgueiro         | 20  | 18 | 4  | 8 | 6  | 25 | 29 | –4  | Rebaixados à Série D de 2013  |
| 10  | Guarany de Sobral | 14  | 18 | 3  | 5 | 10 | 21 | 30 | –9  | Rebaixados à Série D de 2013  |

### Confrontos
|                 | AGM | CUI | FOR | GSO | ICA | LUV | PAY | SAL | STC | TRE |
| --------------- | --- | --- | --- | --- | --- | --- | --- | --- | --- | --- |
| Águia de Marabá | —   | 2–1 | 0–0 | 2–1 | 1–0 | 2–2 | 1–1 | 2–2 | 1–0 | 5–1 |
| Cuiabá          | 3–1 | —   | 0–0 | 2–1 | 0–0 | 0–2 | 1–1 | 1–1 | 0–0 | 5–1 |
| Fortaleza       | 0–0 | 3–0 | —   | 4–1 | 1–0 | 3–3 | 3–1 | 2–1 | 2–0 | 2–1 |
| Guarany         | 3–1 | 3–4 | 1–1 | —   | 1–2 | 0–1 | 1–2 | 2–0 | 1–1 | 2–0 |
| Icasa           | 2–1 | 0–0 | 0–2 | 1–0 | —   | 0–1 | 1–0 | 2–0 | 3–1 | 3–0 |
| Luverdense      | 5–1 | 1–0 | 2–0 | 1–1 | 2–1 | —   | 2–2 | 3–2 | 2–1 | 0–2 |
| Paysandu        | 0–0 | 2–1 | 0–1 | 1–1 | 1–1 | 2–0 | —   | 4–0 | 0–0 | 5–1 |
| Salgueiro       | 1–1 | 2–2 | 0–0 | 3–0 | 2–1 | 6–2 | 1–1 | —   | 2–2 | 2–0 |
| Santa Cruz      | 6–1 | 1–0 | 1–2 | 1–1 | 4–0 | 2–1 | 3–3 | 0–0 | —   | 2–1 |
| Treze           | 4–0 | 0–0 | 0–2 | 3–1 | 2–1 | 1–2 | 1–0 | 4–0 | 2–1 | —   |

     Vitória do mandante
     Vitória do visitante
     Empate

### Grupo B
| Pos | Times           | Pts | J  | V | E | D  | GP | GC | SG  | Classificação ou rebaixamento |
| --- | --------------- | --- | -- | - | - | -- | -- | -- | --- | ----------------------------- |
| 1   | Macaé           | 32  | 18 | 9 | 5 | 4  | 33 | 17 | +16 | Promovidos à próxima fase     |
| 2   | Duque de Caxias | 29  | 18 | 9 | 2 | 7  | 22 | 23 | –1  | Promovidos à próxima fase     |
| 3   | Chapecoense     | 29  | 18 | 8 | 5 | 5  | 24 | 12 | +12 | Promovidos à próxima fase     |
| 4   | Oeste           | 29  | 18 | 8 | 5 | 5  | 22 | 19 | +3  | Promovidos à próxima fase     |
| 5   | Caxias          | 27  | 18 | 8 | 3 | 7  | 23 | 26 | –3  |                               |
| 6   | Brasiliense     | 23  | 18 | 7 | 2 | 9  | 25 | 29 | –4  |                               |
| 7   | Vila Nova       | 23  | 18 | 6 | 5 | 7  | 27 | 26 | +1  |                               |
| 8   | Madureira       | 23  | 18 | 6 | 5 | 7  | 17 | 21 | –4  |                               |
| 9   | Santo André     | 18  | 18 | 3 | 9 | 6  | 14 | 22 | –8  | Rebaixados à Série D de 2013  |
| 10  | Tupi            | 14  | 18 | 3 | 5 | 10 | 13 | 25 | –12 | Rebaixados à Série D de 2013  |

### Confrontos
|                 | BRS | CAX | CHA | DCA | MAC | MAD | OES | SAD | TUP | VIL |
| --------------- | --- | --- | --- | --- | --- | --- | --- | --- | --- | --- |
| Brasiliense     | —   | 2–1 | 1–1 | 3–2 | 1–3 | 2–0 | 3–2 | 1–2 | 2–1 | 4–2 |
| Caxias          | 3–0 | —   | 2–0 | 0–1 | 0–4 | 2–0 | 3–2 | 0–0 | 1–0 | 2–1 |
| Chapecoense     | 3–0 | 4–0 | —   | 3–1 | 1–1 | 1–0 | 1–0 | 0–0 | 5–0 | 3–2 |
| Duque de Caxias | 1–0 | 2–1 | 0–1 | —   | 2–1 | 0–2 | 0–0 | 3–2 | 2–1 | 1–1 |
| Macaé           | 2–2 | 4–1 | 0–0 | 2–1 | —   | 0–0 | 0–2 | 3–1 | 4–2 | 3–0 |
| Madureira       | 1–0 | 1–1 | 2–1 | 1–2 | 2–1 | —   | 1–1 | 1–1 | 1–0 | 3–1 |
| Oeste           | 2–1 | 1–2 | 1–0 | 1–0 | 1–1 | 0–0 | —   | 2–1 | 1–0 | 3–1 |
| Santo André     | 0–3 | 2–1 | 0–0 | 0–1 | 0–3 | 1–0 | 1–1 | —   | 1–1 | 0–0 |
| Tupi            | 2–0 | 2–2 | 1–0 | 0–2 | 0–1 | 2–1 | 0–1 | 0–0 | —   | 1–1 |
| Vila Nova       | 1–0 | 0–1 | 1–0 | 4–1 | 1–0 | 5–1 | 4–1 | 2–2 | 0–0 | —   |

     Vitória do mandante
     Vitória do visitante
     Empate

### Desempenho por rodada
Clubes que lideraram o campeonato ao final de cada rodada:
|         | 1   | 2   | 3   | 4   | 5   | 6   | 7   | 8   | 9   | 10  | 11  | 12  | 13  | 14  | 15  | 16  | 17  | 18  |
| Grupo A | PAY | PAY | ICA | LUV | ICA | LUV | LUV | LUV | LUV | LUV | LUV | LUV | LUV | LUV | LUV | FOR | FOR | FOR |
| Grupo B | MAC | MAC | MAD | MAD | MAD | MAD | CAX | CHA | CHA | MAC | MAC | DCA | DCA | MAC | MAC | MAC | MAC | MAC |

Clubes que ficaram na última posição do campeonato ao final de cada rodada:
|         | 1   | 2   | 3   | 4   | 5   | 6   | 7   | 8   | 9   | 10  | 11  | 12  | 13  | 14  | 15  | 16  | 17  | 18  |
| Grupo A | TRE | TRE | TRE | TRE | TRE | CUI | CUI | GSO | GSO | GSO | GSO | GSO | GSO | GSO | GSO | GSO | GSO | GSO |
| Grupo B | CAX | TUP | TUP | TUP | TUP | TUP | BRS | TUP | BRS | TUP | TUP | TUP | TUP | TUP | TUP | TUP | TUP | TUP |

## Fase final
|  | Quartas-de-final   | Quartas-de-final   | Quartas-de-final   | Quartas-de-final   |   |             | Semifinais          | Semifinais          | Semifinais          | Semifinais          |  |       | Final                          | Final                          | Final                          | Final                          |  |  |
|  | 1 a 11 de novembro | 1 a 11 de novembro | 1 a 11 de novembro | 1 a 11 de novembro |   |             | 16 a 23 de novembro | 16 a 23 de novembro | 16 a 23 de novembro | 16 a 23 de novembro |  |       | 28 de novembro e 1 de dezembro | 28 de novembro e 1 de dezembro | 28 de novembro e 1 de dezembro | 28 de novembro e 1 de dezembro |  |  |
|  |                    |                    |                    |                    |   |             |                     |                     |                     |                     |  |       |                                |                                |                                |                                |  |  |
|  | Paysandu*          | 2                  | 2                  | 4                  |   |             |                     |                     |                     |                     |  |       |                                |                                |                                |                                |  |  |
|  | Macaé              | 0                  | 3                  | 3                  |   |             |                     |                     |                     |                     |  |       |                                |                                |                                |                                |  |  |
|  | Macaé              | 0                  | 3                  | 3                  |   | Paysandu    | 3                   | 1                   | 4                   |                     |  |       |                                |                                |                                |                                |  |  |
|  |                    |                    |                    |                    |   | Paysandu    | 3                   | 1                   | 4                   |                     |  |       |                                |                                |                                |                                |  |  |
|  |                    | Icasa (gf)         | 2                  | 2                  | 4 |             |                     |                     |                     |                     |  |       |                                |                                |                                |                                |  |  |
|  | Icasa*             | Icasa (gf)         | 2                  | 2                  | 4 | 2           | 0                   | 2                   |                     |                     |  |       |                                |                                |                                |                                |  |  |
|  | Icasa*             |                    |                    |                    |   | 2           | 0                   | 2                   |                     |                     |  |       |                                |                                |                                |                                |  |  |
|  | Duque de Caxias    | 1                  | 0                  | 1                  |   |             |                     |                     |                     |                     |  |       |                                |                                |                                |                                |  |  |
|  | Duque de Caxias    | 1                  | 0                  | 1                  |   |             |                     |                     |                     |                     |  | Icasa | 0                              | 0                              | 0                              |                                |  |  |
|  |                    |                    |                    |                    |   |             |                     |                     |                     |                     |  | Icasa | 0                              | 0                              | 0                              |                                |  |  |
|  |                    | Oeste              | 0                  | 2                  | 2 |             |                     |                     |                     |                     |  |       |                                |                                |                                |                                |  |  |
|  | Chapecoense*       | Oeste              | 0                  | 2                  | 2 | 3           | 0                   | 3                   |                     |                     |  |       |                                |                                |                                |                                |  |  |
|  | Chapecoense*       |                    |                    |                    |   | 3           | 0                   | 3                   |                     |                     |  |       |                                |                                |                                |                                |  |  |
|  | Luverdense         | 0                  | 1                  | 1                  |   |             |                     |                     |                     |                     |  |       |                                |                                |                                |                                |  |  |
|  | Luverdense         | 0                  | 1                  | 1                  |   | Chapecoense | 0                   | 0                   | 0                   |                     |  |       |                                |                                |                                |                                |  |  |
|  |                    |                    |                    |                    |   | Chapecoense | 0                   | 0                   | 0                   |                     |  |       |                                |                                |                                |                                |  |  |
|  |                    | Oeste              | 1                  | 0                  | 0 |             |                     |                     |                     |                     |  |       |                                |                                |                                |                                |  |  |
|  | Oeste*             | Oeste              | 1                  | 0                  | 0 | 1           | 3                   | 4                   |                     |                     |  |       |                                |                                |                                |                                |  |  |
|  | Oeste*             |                    |                    |                    |   | 1           | 3                   | 4                   |                     |                     |  |       |                                |                                |                                |                                |  |  |
|  | Fortaleza          | 1                  | 1                  | 2                  |   |             |                     |                     |                     |                     |  |       |                                |                                |                                |                                |  |  |

*Classificados à Série B de 2013.

## Premiação
| Campeonato Brasileiro de 2012 - Série C |
| São Paulo                               |
| --------------------------------------- |
| Oeste Futebol Clube Campeão (1° título) |

## Artilharia
| Gols | Jogador       | Time            |
| ---- | ------------- | --------------- |
| 11   | Dênis Marques | Santa Cruz      |
| 10   | Rubinho       | Luverdense      |
| 9    | Pedro Júnior  | Vila Nova       |
| 8    | Jones         | Macaé           |
| 8    | Zambi         | Macaé           |
| 7    | Bruno Veiga   | Duque de Caxias |
| 7    | Kiros         | Paysandu        |

## Maiores públicos
Esses são os dez maiores públicos do Campeonato:
| Nº | Público[PP] | Mandante   | Placar | Visitante         | Estádio    | Data           | Rodada | Ref.   |
| -- | ----------- | ---------- | ------ | ----------------- | ---------- | -------------- | ------ | ------ |
| 1  | 33 466      | Santa Cruz | 1–0    | Cuiabá            | Arruda     | 30 de setembro | 14ª    | [ 34 ] |
| 2  | 26 162      | Santa Cruz | 0–0    | Salgueiro         | Arruda     | 13 de setembro | 11ª    | [ 34 ] |
| 3  | 25 165      | Santa Cruz | 1–1    | Guarany de Sobral | Arruda     | 1 de julho     | 1ª     | [ 34 ] |
| 4  | 23 579      | Santa Cruz | 1–2    | Fortaleza         | Arruda     | 13 de outubro  | 16ª    | [ 34 ] |
| 5  | 23 404      | Paysandu   | 4–0    | Salgueiro         | Mangueirão | 21 de outubro  | 17ª    | [ 34 ] |
| 6  | 22 899      | Santa Cruz | 4–0    | Icasa             | Arruda     | 4 de agosto    | 6ª     | [ 34 ] |
| 7  | 22 781      | Santa Cruz | 3–3    | Paysandu          | Arruda     | 20 de julho    | 4ª     | [ 34 ] |
| 8  | 22 618      | Santa Cruz | 2–1    | Luverdense        | Arruda     | 20 de outubro  | 17ª    | [ 34 ] |
| 9  | 21 711      | Santa Cruz | 6–1    | Águia de Marabá   | Arruda     | 25 de agosto   | 9ª     | [ 34 ] |
| 10 | 21 247      | Paysandu   | 0–1    | Fortaleza         | Mangueirão | 16 de julho    | 3ª     | [ 34 ] |

- PP. ^ Considera-se apenas o público pagante

## Menores públicos
Esses são os dez menores públicos do Campeonato:[PF]
| Nº | Público[PP] | Mandante        | Placar | Visitante   | Estádio   | Data          | Rodada | Ref.   |
| -- | ----------- | --------------- | ------ | ----------- | --------- | ------------- | ------ | ------ |
| 1  | 104         | Macaé           | 3–0    | Vila Nova   | Moacyrzão | 18 de agosto  | 8ª     | [ 34 ] |
| 2  | 119         | Duque de Caxias | 0–1    | Chapecoense | Marrentão | 28 de julho   | 5ª     | [ 34 ] |
| 3  | 126         | Santo André     | 0–0    | Chapecoense | Herminião | 30 de junho   | 1ª     | [ 34 ] |
| 4  | 138         | Santo André     | 1–1    | Oeste       | Herminião | 28 de julho   | 5ª     | [ 34 ] |
| 5  | 143         | Macaé           | 2–2    | Brasiliense | Moacyrzão | 28 de julho   | 5ª     | [ 34 ] |
| 6  | 150         | Duque de Caxias | 0–2    | Madureira   | Marrentão | 8 de julho    | 2ª     | [ 34 ] |
| 6  | 150         | Duque de Caxias | 1–2    | Macaé       | Marrentão | 11 de agosto  | 7ª     | [ 34 ] |
| 8  | 173         | Macaé           | 4–1    | Caxias      | Moacyrzão | 1 de setembro | 10ª    | [ 34 ] |
| 9  | 190         | Santo André     | 0–0    | Vila Nova   | Herminião | 14 de julho   | 3ª     | [ 34 ] |
| 10 | 195         | Duque de Caxias | 3–2    | Santo André | Marrentão | 18 de agosto  | 8ª     | [ 34 ] |

- PP. ^ Considera-se apenas o público pagante
- PF. ^ Jogos com portões fechados não são considerados.

## Médias de público
Essas são as médias de público dos clubes no Campeonato. Considera-se apenas os jogos da equipe como mandante e o público pagante:
| 1. Santa Cruz – 24 155 2. Fortaleza – 14 574 3. Paysandu – 9 726 4. Salgueiro – 8 415 5. Treze – 7 949 6. Vila Nova - 4 114 7. Chapecoense – 3 314 8. Icasa – 3 054 9. Caxias – 2 893 10. Luverdense – 2 089 | 1. Oeste – 1 221 2. Guarany de Sobral – 1 130 3. Tupi – 1 044 4. Águia de Marabá – 991 5. Brasiliense – 926 6. Macaé – 588 7. Duque de Caxias – 406 8. Cuiabá – 360 9. Madureira – 303 10. Santo André – 151 |

## Classificação geral
| Pos | Times             | Pts | J  | V  | E | D  | GP | GC | SG  | Classificação ou rebaixamento                            |
| --- | ----------------- | --- | -- | -- | - | -- | -- | -- | --- | -------------------------------------------------------- |
| 1   | Oeste             | 41  | 24 | 11 | 8 | 5  | 29 | 21 | +8  | Promovidos à Série B em 2013 e finalistas                |
| 2   | Icasa             | 32  | 24 | 9  | 5 | 10 | 24 | 26 | –2  | Promovidos à Série B em 2013 e finalistas                |
| 3   | Chapecoense       | 33  | 22 | 9  | 6 | 7  | 27 | 14 | +13 | Promovidos à Série B em 2013 e eliminados nas semifinais |
| 4   | Paysandu          | 30  | 22 | 7  | 9 | 6  | 34 | 26 | +8  | Promovidos à Série B em 2013 e eliminados nas semifinais |
| 5   | Fortaleza         | 40  | 20 | 11 | 7 | 2  | 30 | 15 | +15 | Eliminados nas quartas de final                          |
| 6   | Luverdense        | 37  | 20 | 11 | 4 | 5  | 33 | 29 | +4  | Eliminados nas quartas de final                          |
| 7   | Macaé             | 35  | 20 | 10 | 5 | 5  | 36 | 21 | +15 | Eliminados nas quartas de final                          |
| 8   | Duque de Caxias   | 30  | 20 | 9  | 3 | 8  | 23 | 25 | –2  | Eliminados nas quartas de final                          |
| 9   | Caxias            | 27  | 18 | 8  | 3 | 7  | 23 | 26 | –3  | Eliminados na primeira fase                              |
| 10  | Brasiliense       | 23  | 18 | 7  | 2 | 9  | 25 | 29 | –4  | Eliminados na primeira fase                              |
| 11  | Vila Nova         | 23  | 18 | 6  | 5 | 7  | 27 | 26 | +1  | Eliminados na primeira fase                              |
| 12  | Madureira         | 23  | 18 | 6  | 5 | 7  | 17 | 21 | –4  | Eliminados na primeira fase                              |
| 13  | Treze             | 22  | 18 | 7  | 1 | 10 | 24 | 33 | –9  | Eliminados na primeira fase                              |
| 14  | Santa Cruz        | 22  | 18 | 5  | 7 | 6  | 26 | 22 | +4  | Eliminados na primeira fase                              |
| 15  | Águia de Marabá   | 22  | 18 | 5  | 7 | 6  | 22 | 32 | –10 | Eliminados na primeira fase                              |
| 16  | Cuiabá            | 20  | 18 | 4  | 8 | 6  | 20 | 21 | –1  | Eliminados na primeira fase                              |
| 17  | Salgueiro         | 20  | 18 | 4  | 8 | 6  | 25 | 29 | –4  | Rebaixados à Série D de 2013                             |
| 18  | Santo André       | 18  | 18 | 3  | 9 | 6  | 14 | 22 | –8  | Rebaixados à Série D de 2013                             |
| 19  | Guarany de Sobral | 14  | 18 | 3  | 5 | 10 | 21 | 30 | –9  | Rebaixados à Série D de 2013                             |
| 20  | Tupi              | 14  | 18 | 3  | 5 | 10 | 13 | 25 | –12 | Rebaixados à Série D de 2013                             |